# 铢娄渠堂
铢娄渠堂（?—?），中國西漢年间匈奴呼韩邪单于之子。
汉宣帝甘露元年（前53年），呼韩邪单于被哥哥郅支单于打败，左伊秩訾王劝他归附汉朝。呼韩邪单于同意，派他的儿子右贤王铢娄渠堂，到长安做汉朝的人质。郅支单于听说后，也派其子右大将驹于利受，到长安做汉朝的人质。